# Żeglarstwo na Letnich Igrzyskach Olimpijskich 1952
Zawody zostały przeprowadzone w pięciu konkurencjach. Zawody zostały rozegrane między 20 lipca a 28 lipca 1952 roku. W zawodach wystartowało 227 zawodników (224 mężczyzn oraz 3 kobiety) z 29 krajów.
Zawody zostały rozegrane w formie open (bez podziału na konkurencje męskie i kobiece).

## Finn
| Złoto                 | Punktacja | Srebro                           | Punktacja | Brąz                    | Punktacja |
| Dania · Paul Elvstrøm | 8209      | Wielka Brytania · Charles Currey | 5449      | Szwecja · Rickard Sarby | 5051      |

## Klasa Star
| Złoto                                         | Punktacja | Srebro                                             | Punktacja | Brąz                                                       | Punktacja |
| Włochy · MeropeAgostino Straulino · Nico Rode | 7635      | Stany Zjednoczone · ComancheJohn Price · John Reid | 7216      | Portugalia · EspadarteFrancisco de Andrade · Joaquim Fiúza | 4903      |

## Klasa Dragon
| Złoto                                                     | Punktacja | Srebro                                                                | Punktacja | Brąz                                                           | Punktacja |
| Norwegia · PanHåkon Barfod · Sigve Lie · Thor Thorvaldsen | 6130      | Szwecja · TornadoErland Almkvist · Per Gedda · Sidney Boldt-Christmas | 5556      | Niemcy · Gustel XErich Natusch · Georg Nowka · Theodor Thomsen | 5352      |

## Klasa 5,5 m
| Złoto                                                                                      | Punktacja | Srebro                                                            | Punktacja | Brąz                                                           | Punktacja |
| Stany Zjednoczone · Complex IIBritton Chance · Ed White · Michael Schoettle · Sumner White | 5751      | Norwegia · EncoreVibeke Lunde · Børre Falkum-Hansen · Peder Lunde | 5325      | Szwecja · HojwaCarl-Erik Ohlson · Folke Wassén · Magnus Wassén | 4554      |

## Klasa 6 m
| Złoto | Punktacja | Srebro                                                                                                 | Punktacja | Brąz                                                                                          | Punktacja |
| Stany Zjednoczone · LlanoriaEmelyn Whiton · Eric Ridder · Everard Endt · Herman Whiton · John Morgan · Julian Roosevelt | 4870      | Norwegia · Elisabeth XCarl Mortensen · Erik Heiberg · Finn Ferner · Johan Martin Ferner · Tor Arneberg | 4648      | Finlandia · RaliaAdolf Konto · Ernst Westerlund · Paul Sjöberg · Ragnar Jansson · Rolf Turkka | 3944      |

## Występy Polaków
Polska nie wystawiła żadnego reprezentanta w żeglarstwie.

## Kraje uczestniczące
W zawodach wzięło udział 227 zawodników z 29 krajów
| - Argentyna (14) - Australia (6) - Austria (3) - Bahamy (7) - Belgia (4) - Brazylia (6) - Dania (7) - Finlandia (14) - Francja (9) - Grecja (3) | - Hiszpania (1) - Holandia (9) - Irlandia (1) - Japonia (1) - Jugosławia (3) - Kanada (11) - Kuba (3) - Monako (2) - Niemcy (14) - Norwegia (12) | - Portugalia (9) - Stany Zjednoczone (16) - Szwajcaria (11) - Szwecja (14) - Urugwaj (1) - Wielka Brytania (14) - Włochy (14) - Związek Południowej Afryki (4) - ZSRR (14) |

## Klasyfikacja medalowa
| Lp. | Państwo           |   |   |   | Razem |
| --- | ----------------- | - | - | - | ----- |
| 1.  | Stany Zjednoczone | 2 | 1 | – | 3     |
| 2.  | Norwegia          | 1 | 2 |   | 3     |
| 3.  | Włochy            | 1 | – | – | 1     |
| 3.  | Dania             | 1 | – | – | 1     |
| 5.  | Szwecja           | – | 1 | 2 | 3     |
| 6.  | Wielka Brytania   | – | 1 | – | 1     |
| 7.  | Finlandia         | – | – | 1 | 1     |
| 7.  | Niemcy            | – | – | 1 | 1     |
| 7.  | Portugalia        | – | – | 1 | 1     |